# Faktoriális
A matematikában egy n nemnegatív egész szám faktoriálisának az n-nél kisebb vagy egyenlő pozitív egész számok szorzatát nevezzük. 
Jelölése: n!, amit „n faktoriális”-nak (ritkábban „n faktor”-nak vagy „n fakt”-nak) olvasunk ki. 
Az n! jelölést Christian Kramp vezette be 1808-ban. 
Csak természetes számokra van értelmezve. Negatív, tört és irracionális számokra a gamma-függvényt használják. Megállapodás szerint 0! = 1. 
A faktoriálisok sorozata (0!, 1!, 2!, ...) így kezdődik:
1, 1, 2, 6, 24, 120, 720, 5040, 40320, 362880, 3628800, 39916800, 479001600, 6227020800, 87178291200, 1307674368000, 20922789888000, 355687428096000, 6402373705728000, 121645100408832000, 2432902008176640000, …
Ez a sorozat azt mutatja, hogy milyen gyorsan növekszik a faktoriális értéke. A 70! ≈ 1,19785717 × 10100, ez meghaladja a „googol” értékét, egész pontosan
11 978 571 669 969 891 796 072 783 721 689 098 736 458 938 142 546 425 857 555 362 864 628 009 582 789 845 319 680 000 000 000 000 000. A 70! majdnem 12 szexdecilliárd.

## Definíció
A faktoriális függvény formális definíciója:
{\displaystyle n!=\prod _{k=1}^{n}k}   minden n ≥ 0 egész számra.
Például:
{\displaystyle 5!=1\cdot 2\cdot 3\cdot 4\cdot 5=120\ }
Vagy:
{\displaystyle 5!=n\cdot (n-1)!}
A fenti definíció már magában foglalja azt a megállapodást, hogy
{\displaystyle 0!=1\ },
összhangban azzal, hogy a permanenciaelv értelmében a szorzandók nélküli szorzat értékét 1-nek vesszük. Ez az értelmezés valóban hasznosnak is bizonyul, mert
- az (n + 1)! = n! · (n + 1) rekurzió érvényben marad n = 0-ra;
- A definíció kielégíti számos egyszerű kombinatorikai állítás kapcsán az elfajult, 0 számosságú halmazok viselkedésére vonatkozó lehetséges elvárásokat. Például érvelhetünk amellett (informálisan), hogy egy üres halmaz kombinációinak vagy permutációinak száma 1.

## Alkalmazásai
- Az e Euler-féle szám felírható a faktoriálisok reciprokainak összegeként:

{\displaystyle \mathrm {e} =\sum _{k=0}^{\infty }{\frac {1}{k!}}=1+{\frac {1}{1!}}+{\frac {1}{2!}}+{\frac {1}{3!}}+{\frac {1}{4!}}+\ldots }
- A kombinatorikában faktoriálissal számítható ki az alapadatokból a permutációk, a kombinációk és a variációk száma.
- A binomiális együtthatók kifejezhetők a faktoriálissal:

{\displaystyle {n \choose k}={\frac {n!}{k!\,(n-k)!}}}.
- A Stirling-formula felhasználásával megbecsülhető a faktoriálist tartalmazó függvények aszimptotikus viselkedése.
- A faktoriálisok a Taylor-sorokban is megjelennek. A Taylor-sorok tagjai kifejezhetők a deriválás és a faktoriális felhasználásával. A faktoriálisok legjobban az exponenciális, a szinusz és a koszinusz függvények Taylor-sorában láthatók.

Minden faktoriális praktikus szám.

## Nagyságrendje
Az {\displaystyle n\mapsto n!} függvény gyorsabban tart a végtelenhez, mint a polinomok vagy az exponenciális függvények. Nagyságáról aszimptotikus becslést ad a Stirling-formula:
{\displaystyle n!\sim {\sqrt {2\pi n}}\left({\frac {n}{e}}\right)^{n}}

## Kiterjesztése
A faktoriális – észszerű feltételek mellett – egyértelműen terjeszthető ki a komplex számok halmazára a negatív egész számokat kivéve; ez a gamma-függvény:
{\displaystyle n!=\Gamma (n+1),\qquad n\in \mathbb {N} }
{\displaystyle \Gamma (x)=\int \limits _{0}^{\infty }t^{x-1}\mathrm {e} ^{-t}\mathrm {d} t}

## Hasonló függvények
- Prímfaktoriális vagy primoriális: csak az adott számnál nem nagyobb prímeket szorozza össze:

{\displaystyle n_{\#}=\prod _{p\leq n,\;p{\text{ prím}}}p}
- Kettős, dupla faktoriális vagy szemifaktoriális:[1] a tényezők kettesével csökkennek:

{\displaystyle n!!={\begin{cases}n\cdot (n-2)\cdot (n-4)\cdot \ldots \cdot 2&\mathrm {ha} \ n\ \mathrm {p{\acute {a}}ros,} \\n\cdot (n-2)\cdot (n-4)\cdot \ldots \cdot 1&\mathrm {ha} \ n\ \mathrm {p{\acute {a}}ratlan.} \end{cases}}}
A 0!! = 1 és a (−1)!! = 1 dupla faktoriálisok az üres szorzatra, vagy a permanenciaelvre hivatkozva definiálhatók.
A (2n-1)!! megadja a fixpontmentes involutorikus permutációk számát, ha az elemek száma 2n.
A dupla faktoriális megjelenik az integrációs táblázatokban és a speciális függvényekhez kapcsolódva.
Kifejezhető a közönséges faktoriálissal:
{\displaystyle (2k)!!=2^{k}\cdot k!{\text{ és }}(2k-1)!!={\frac {(2k)!}{2^{k}\cdot k!}}}
- A dupla faktoriálishoz hasonlóan definiálható többszörös faktoriális is:

{\displaystyle n!^{(k)}:={\begin{cases}1&{\text{ha }}0\leq n<k\\n(n-k)!^{(k)}&{\text{ha }}n\geq k\end{cases}}}
- szuperfaktoriális:

{\displaystyle \mathrm {sf} (n)=\prod _{i=1}^{n}i!=1!\cdot 2!\cdot 3!\cdot 4!\cdots n!}
- A hiperfaktoriális definíciója:

{\displaystyle H(n)=\prod _{i=1}^{n}i^{i}=1^{1}2^{2}3^{3}4^{4}\cdots n^{n}}
- A szubfaktoriális az n pontú fixpontmentes permutációk számát adja meg. Kiszámítása:

{\displaystyle !n=n!\left(1-{\frac {1}{1!}}+{\frac {1}{2!}}-{\frac {1}{3!}}\pm \cdots +(-1)^{n}{\frac {1}{n!}}\right)=n!\sum _{k=0}^{n}{\frac {(-1)^{k}}{k!}}.}

## Külső hivatkozások
- Faktoriális algoritmusok
- Faktoriális közelítései
- Számológépek a faktoriálishoz